# سواج‌کارع
سواج‌کارع یا سواج‌کارع هوری فرعونی در دودمان سیزدهم مصر باستان بود که بر طبق نوشته‌های فهرست پادشاهان تورین برای ۵ سال تمام فرمانروایی کرد.